# Sarajevo International Culture Exchange
Sarajevo International Culture Exchange (SICE) war ein jährlich zwischen 2003 und 2007 in Sarajevo (Bosnien und Herzegowina) stattfindendes Kunstprojekt unter der Schirmherrschaft der deutschen sowie japanischen Botschaft in Sarajevo. SICE gilt als das größte künstlerische Austauschprojekt in Sarajevo nach dem Balkankrieg.

## Allgemeines
SICE entstand aus einer gescheiterten Kooperation der Tokyo National University of Fine Arts and Music und der Fakultät der Bildenden Künste der Universität Sarajevo. Der japanische Künstler Sohei Iwata rief das Projekt 2003 ins Leben. In Zusammenarbeit mit Willem Besselink (Künstler), Elodie Evers (Kuratorin), Sanna Miericke (Fotografin) und Masaru Iwai (Künstler),  Tino Mager und Damir Kulo wurden rund zwei Dutzend Künstler aus Asien und Europa eingeladen, sich vor Ort einen Monat lang gemeinsam mit der Stadt Sarajevo künstlerisch auseinanderzusetzen. Die Ortswahl erfolgte hauptsächlich aus der besonderen Situation in der sich Sarajevo seit dem Balkankrieg befand.
Aus der künstlerischen Beschäftigung mit der Lebensrealität Bosnien-Herzegowinas nach dem Ende des Krieges und in engem Kontakt zu den Bewohnern der Stadt Sarajevo initiieren die Teilnehmer Workshops, Filmscreenings, Diskussionsveranstaltungen und Ausstellungen unabhängig von den wenigen bestehenden Kunst- und Kultureinrichtungen.

## Leitmotive
- 2003 – Das erste Jahr des Projektes stand unter dem Motto „Field Works“.
- 2004 – „The Sarajevo Living Room“ befasste sich mit der erneuten Nutzbarmachung einer im Krieg zerstörten Werkzeugfabrik als Ausstellungsort.
- 2005 – „Re_Cultivation“ fand im Stadtkulturzentrum Skenderija statt.
- 2006 – „Transition Compound“ fand in Sarajevo, Tokio und Berlin statt.
- 2007 – „Mo Bar“ fand im Museum of Modern Art Sarajevo statt.

## Ausstellungen
Außerhalb Sarajevos fanden 2006 Ausstellungen des Projektes in der Galerie Nord in Berlin (SICE – Transition Compound Berlin 5. Mai 2006 – 24. Mai 2006), sowie im Asahi Art Square Tokyo (14. Februar 2006 – 21. Februar 2006) statt.